# Morata de Jalón
Morata de Jalón es un municipio y localidad española de la provincia de Zaragoza, en la comunidad autónoma de Aragón. El término municipal, sito en la comarca de Valdejalón, tiene una población de 1082 habitantes (INE 2024) y es atravesado por el río Jalón y la autovía del Nordeste.

## Geografía
La localidad está a una altitud de 415 m sobre el nivel del mar, y a una distancia de 64 km de Zaragoza por la A-2. Cuenta con una población de 1082 habitantes (INE 2024), y su término municipal tiene 45,87 km² de extensión, por el que discurre el río Jalón, aunque no bañe el casco urbano. El nombre en aragonés es Morata de Xalón.[cita requerida]
Está integrado en la comarca zaragozana de Valdejalón. Su término municipal está atravesado por la autovía del Nordeste entre los pK 258 y 264. 
El relieve del municipio es muy irregular salvo al norte, que es por donde discurre el río Jalón haciendo de límite municipal. Al oeste se encuentra la sierra Valdona, en la que se sitúa el puerto de Morata (709 m), que es el que aprovecha la autovía para atravesarla. El resto del territorio es bastante abrupto, con numerosas elevaciones entre las cuales hay varios barrancos y desciende el río Grío. El pueblo se alza a 416 m sobre el nivel del mar, muy cerca del río, su punto más alto se encuentra en la sierra de Valodña, el Pico Tordello con una altitud de 925m. 
| Noroeste: Chodes (exclave) | Norte: Arándiga, Chodes | Noreste: Chodes                         |
| Oeste: El Frasno           |                         | Este: Chodes, La Almunia de Doña Godina |
| Suroeste: El Frasno        | Sur: Santa Cruz de Grío | Sureste: Alpartir                       |

## Historia
El documento más antiguo en el que aparece el nombre de Morata es del año 1178. En el mismo se detalla como Doña Oria, condesa de Pallars, donó la villa y el Castillo de Morata al Monasterio de Casbas.
En época medieval la población de Morata se hallaba localizada sobre el cerro de donde actualmente se levanta la ermita de Santa Bárbara, paraje desde donde es posible contemplar una bella panorámica de la zona. De este asentamiento se conservan los restos de una fortaleza. Aún hoy en día es posible distinguir algunos arranques de la muralla, de la que se conocían dos puertas: una, donde se encuentra el ayuntamiento y que conducía al palacio de Argillo o del conde de Morata; y otra, la más grande, en la actual calle Mayor Alta. Esta última, conocida como el "arco del portal", constaba de un arco grande y dos portezuelas que se abrieron durante la segunda república para facilitar el tránsito de las personas por las aceras. Este portal se mantuvo en pie hasta los años sesenta.
A mediados del siglo XIX, el lugar contaba con una población censada de 1425 habitantes. La localidad aparece descrita en el undécimo volumen del Diccionario geográfico-estadístico-histórico de España y sus posesiones de Ultramar de Pascual Madoz de la siguiente manera:

MORATA DE JALON: v. con ayunt. de la prov. y aud. terr. de Zaragoza (9 leg.), c. g. de Aragon, part. jud. de la Almunia (2) y dióc. de Tarazona (14): sit. en terreno algo áspero, á la falda de una sierra en la ribera der. del r. Jalon; la baten generalmente los vientos del N. y O.; su clima es bueno, aunque se padecen algunas afecciones de pecho. Tiene 221 casas que forman 8 calles y una Plaza; casa de ayunt., cárcel, un palacio del señor conde de Morata; escuela de niños, á la que asisten 100, dotada con 3,000 rs.; otra de niñas con 40 dé asistencia y 800 rs. de dotacion; igl. parr. (Sta. Ana), servida por un párroco rector de segundo ascenso, de provision del señor conde, un coadjutor nutual y un sacristan que nombra el cura; 2 ermitas tituladas Sta. Bárbara, sostenida por los vec., y Ntra. Sra. de la Asuncion, por el señor conde, y un cementerio fuera del pueblo hacia el N. Los vec. se surten para sus usos de las aguas del r. y de fuentes de buena calidad. Confina el térm. por N. con Arandiga (part. jud. de Calalayud); E. Chudes y la Almunia; S. el Frasno (Calatayud), y O. Purroy y Villanueva: su estension de N. á S. es de 1 leg., y 2 1/2 de E. á O. En su radio se halla un cas. junto al r. Grio, llamado el Ventorrillo, una venta dicha del Conde, por ser de propiedad de este; algunas deh. que se estienden de E. á O.; varias alamedas en el canal del r.; los montes llamados Blancos, y abundantes canteras de piedra, cal y yeso. El terreno es de buena calidad, cuya vega fertiliza el r. Jalon, sobre el que hay un magnifico puente de un solo arco, y el olivar el r. Grio. Los caminos dirigen á Riola, Almunia, Frasno y Sta. Cruz, en regular estado, pasando la carretera de Madrid á 1/2 leg. de dist. de la pobl. El correo se recibe de la Almunia, por balijero, 3 veces á la semana. prod.: toda clase de granos, aceite, vino, cáñamo, lino y demas frutas y legumbres; mantiene ganado lanar, con alguna caza menor y pesca de barbos. ind.: la agrícola, 2 molinos harineros y uno de aceite. comercio: se importa trigo y se estraen los demás art., hay 5 tiendas de abacería. pobl.: 300 vec., 1,425 alm. cap. prod.; 2.463,210 rs. imp.: 162,600. contr. 36,474. El presupuesto municipal asciende á 15,000 rs.. de los que se pagan 2.000 al secretario del ayunt., y se cubre por reparto vecinal.
(Madoz, 1848, p. 589)

## Demografía
Morata de Jalón cuenta con una población de 1082 habitantes (INE 2024).
| Gráfica de evolución demográfica de Morata de Jalón entre 1842 y 2021                                               |
| |
| Población de derecho según los censos de población del INE Población de hecho según los censos de población del INE |

## Economía

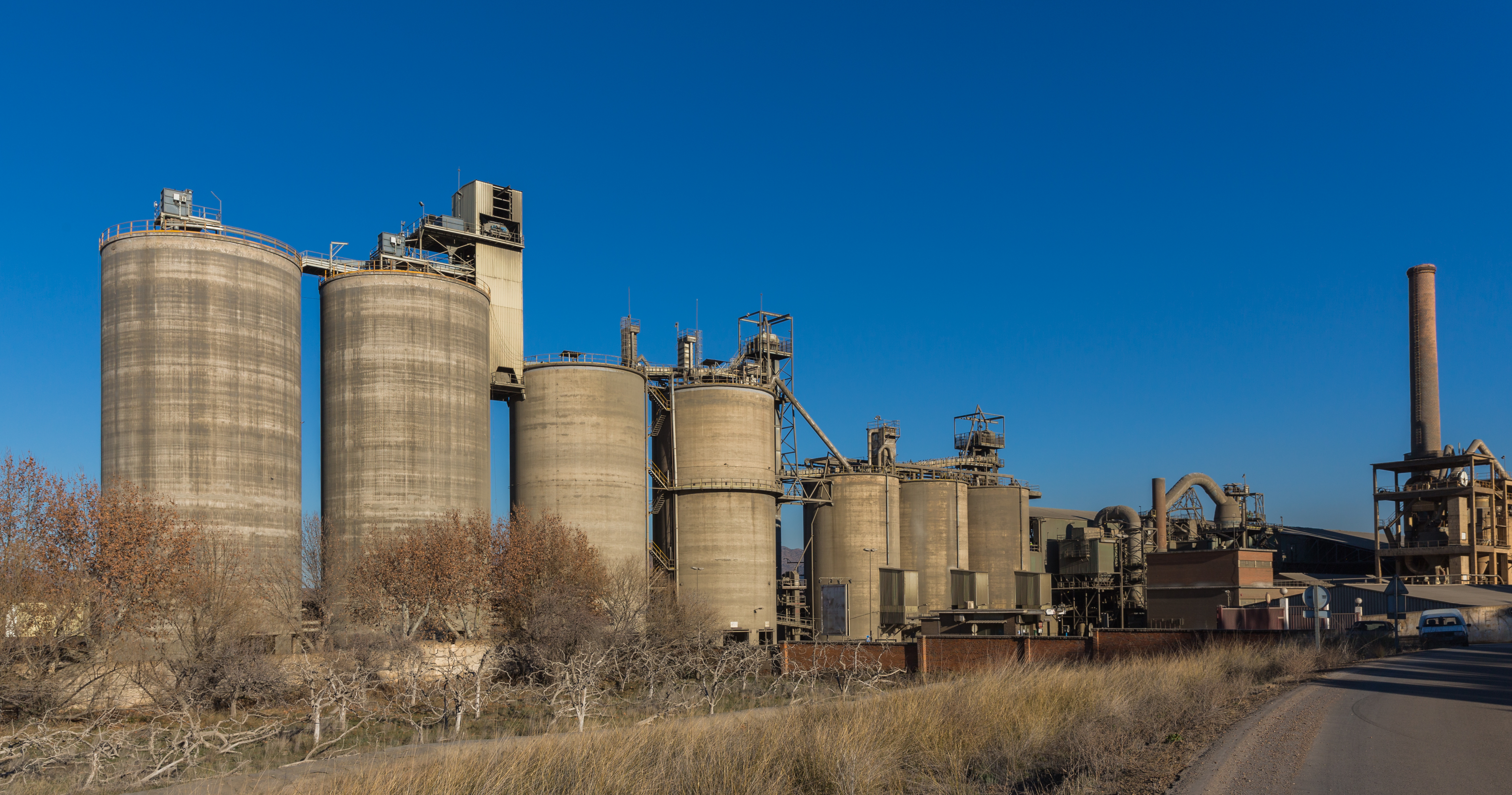
Cementera de Morata de Jalón

Los principales recursos del municipio son el primario y el secundario. En lo que concerniente al primero, cabe destacar el debate sobre la construcción del pantano de Mularroya, en el paraje natural homónimo, cuyo proyecto data de 1971, y aún hoy está sin construir. Es notable la fábrica de cementos, con una producción de 1,2 millones de toneladas anuales, perteneciente al grupo Cemex, que emplea de forma directa a 108 trabajadores, en su mayoría del pueblo de Morata de Jalón y su comarca e indirectamente a más de 300, siendo la única empresa de tamaño importante que existe en el entorno.

## Administración y política
| Período   | Alcalde                       | Partido                        |  |
| 1979-1983 | Justino Antonio Pablo Bueno   | PSOE                           |  |
| 1983-1987 | Luis Velilla Sancho           | PSOE                           |  |
| 1987-1991 | Francisco Martí Egea          | PSOE                           |  |
| 1991-1995 | María Cristina Andrés Ostáriz | PSOE                           |  |
| 1995-1999 | Manuela Aznar Ibáñez          | PAR                            |  |
| 1999-2003 | Manuela Aznar Ibáñez          | PAR                            |  |
| 2003-2007 | Rosa María Aznar García       | CHA                            |  |
| 2007-2011 | María Cristina Andrés Ostáriz | PSOE                           |  |
| 2011-2015 | María Cristina Andrés Ostáriz | PSOE                           |  |
| 2015-2019 | María Cristina Andrés Ostáriz | PSOE                           |  |
| 2019-2023 | Luis Velilla Sancho           | Ganar Morata de Jalón En Común |  |
| 2023-     | Luis Velilla Sancho           | Ganar Morata de Jalón En Común |  |

| Partido político    | Partido político                                   | 2003   | 2007   | 2011   | 2015   | 2023   |
| Partido político    | Partido político                                   | Ediles | Ediles | Ediles | Ediles | Ediles |
|                     | Partido de los Socialistas de Aragón (PSOE-Aragón) | 2      | 3      | 5      | 4      | 3      |
|                     | Partido Aragonés (PAR)-Tú Aragón                   | 1      | 1      | 2      | 1      | 2      |
|                     | Partido Popular de Aragón (PP)                     | 1      | 1      | 1      | 1      | 0      |
|                     | Izquierda Unida (IU)                               | —      | 0      | 1      | 3      | 4      |
|                     | Chunta Aragonesista (CHA)                          | 5      | 4      | —      | —      | —      |
| Total de concejales | Total de concejales                                | 9      | 9      | 9      | 9      | 9      |

## Cultura

### Patrimonio

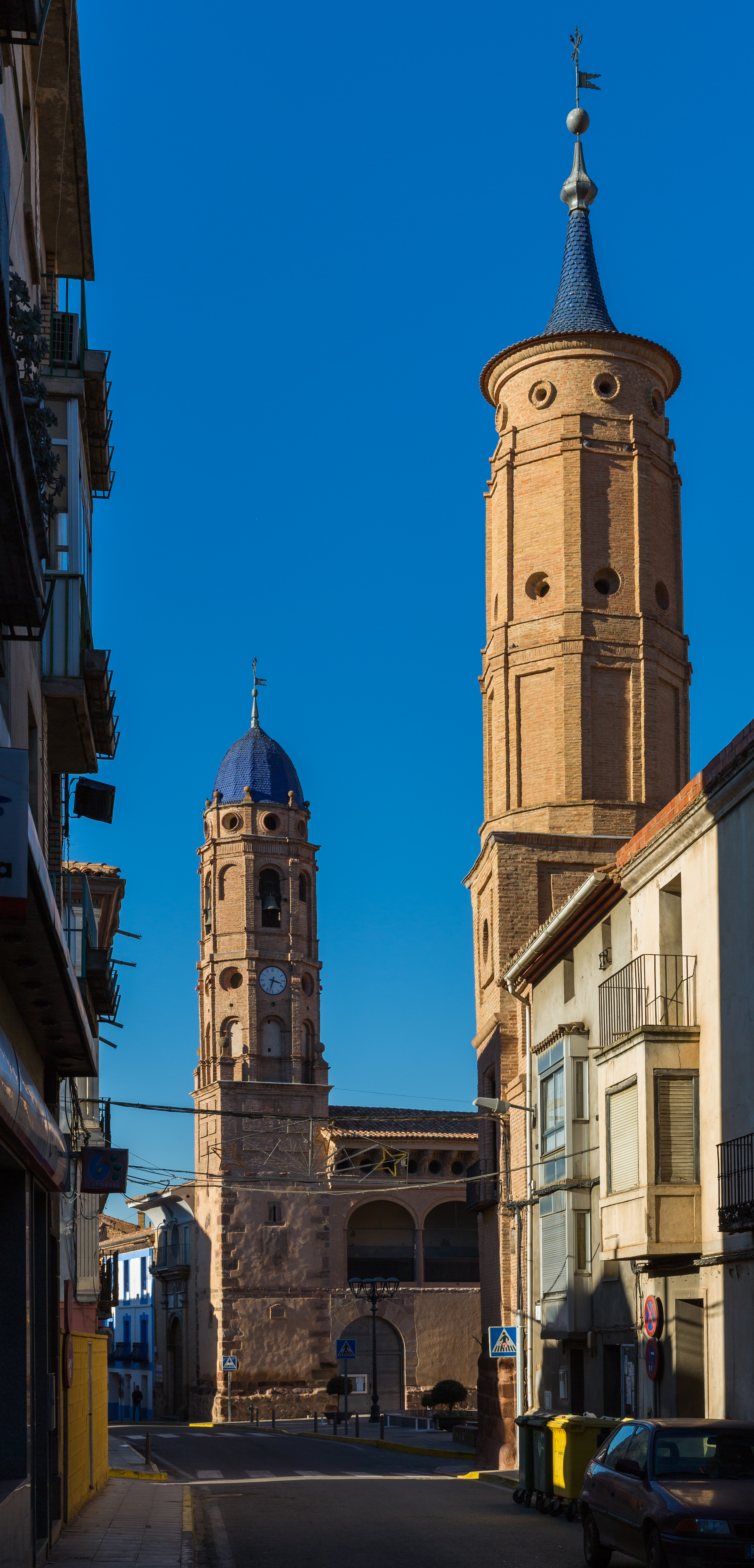
Vista de la iglesia de Santa Ana y la torre del palacio de los Condes de Argillo (dcha.)

Entre el patrimonio artístico, destacan el palacio de los Condes de Argillo de la plaza mayor, de estilo barroco italiano, importado por el arquitecto Juan de la Marca, del siglo XVII. La iglesia de Santa Ana, adosada a un flanco del palacio, del siglo XVII y la ermita de Santa Bárbara en lo alto del pueblo.
Durante la Edad Media el núcleo poblacional se estableció probablemente en lo que hoy es el cerro de la ermita de Santa Bárbara en torno al castillo, desde donde es posible contemplar una bella panorámica de la zona. De este asentamiento se conservan los restos de una fortaleza. Todavía se pueden apreciar algunos arranques de la muralla, de la que se conocían dos puertas: una, donde se encuentra el ayuntamiento y que conducía al palacio de Argillo o del conde de Morata; y otra, la más grande, en la actual calle Mayor Alta. Esta última, conocida como el "arco del portal", constaba de tres arcos y se mantuvo en pie hasta los años sesenta.

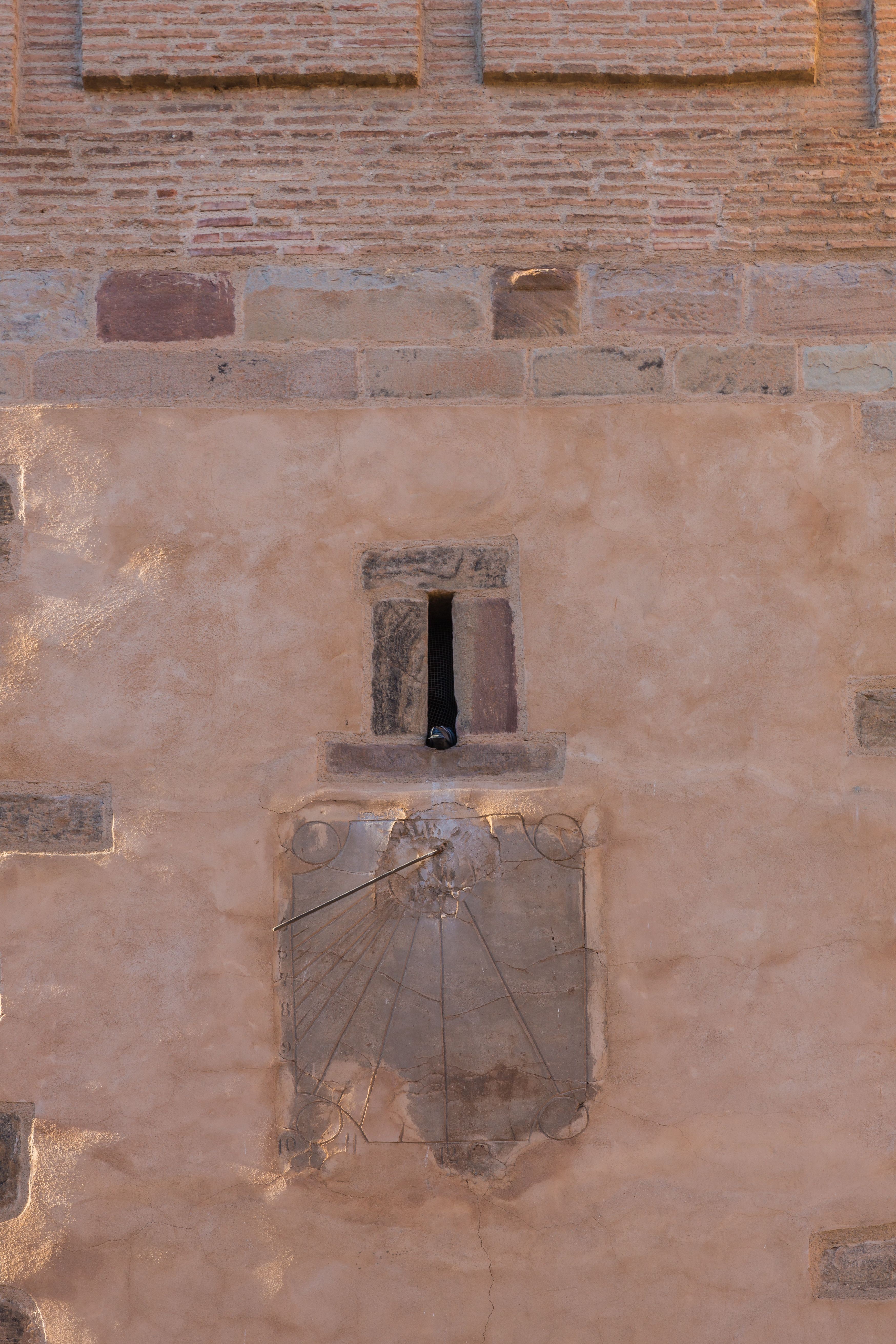
Reloj de sol en la iglesia de Santa Ana

Uno de los elementos más sobresalientes es el singular conjunto de la plaza, del siglo XVII. Está constituido por los edificios de la iglesia parroquial de Santa Ana, el palacio del conde de Morata y el Ayuntamiento, con su torre del reloj. La iglesia parroquial de Santa Ana se edificó en el siglo XVII y, al construirse el palacio, se le realizaron algunas reformas para incluirla en el conjunto, permitiendo que pudiesen seguirse los actos litúrgicos celebrados en el templo desde la vivienda. La torre presenta el cuerpo inferior de planta cuadrada, construido en mampostería y otro superior octogonal, en ladrillo.
Como curiosidad destaca el pequeño museo de objetos cotidianos que encontraremos en los bajos de una vivienda. Allí, su propietario ha reunido un atractivo conjunto de objetos desde hace cuarenta años.
También podemos realizar un recorrido interesante por las afueras, donde nos topamos con la llamada "casa del escuche" que, perteneció a los condes de Morata pero del linaje de los Luna; o con el notable puente de Capurnos, del siglo XVII, sobre el Jalón.

#### Palacio de los Condes de Morata

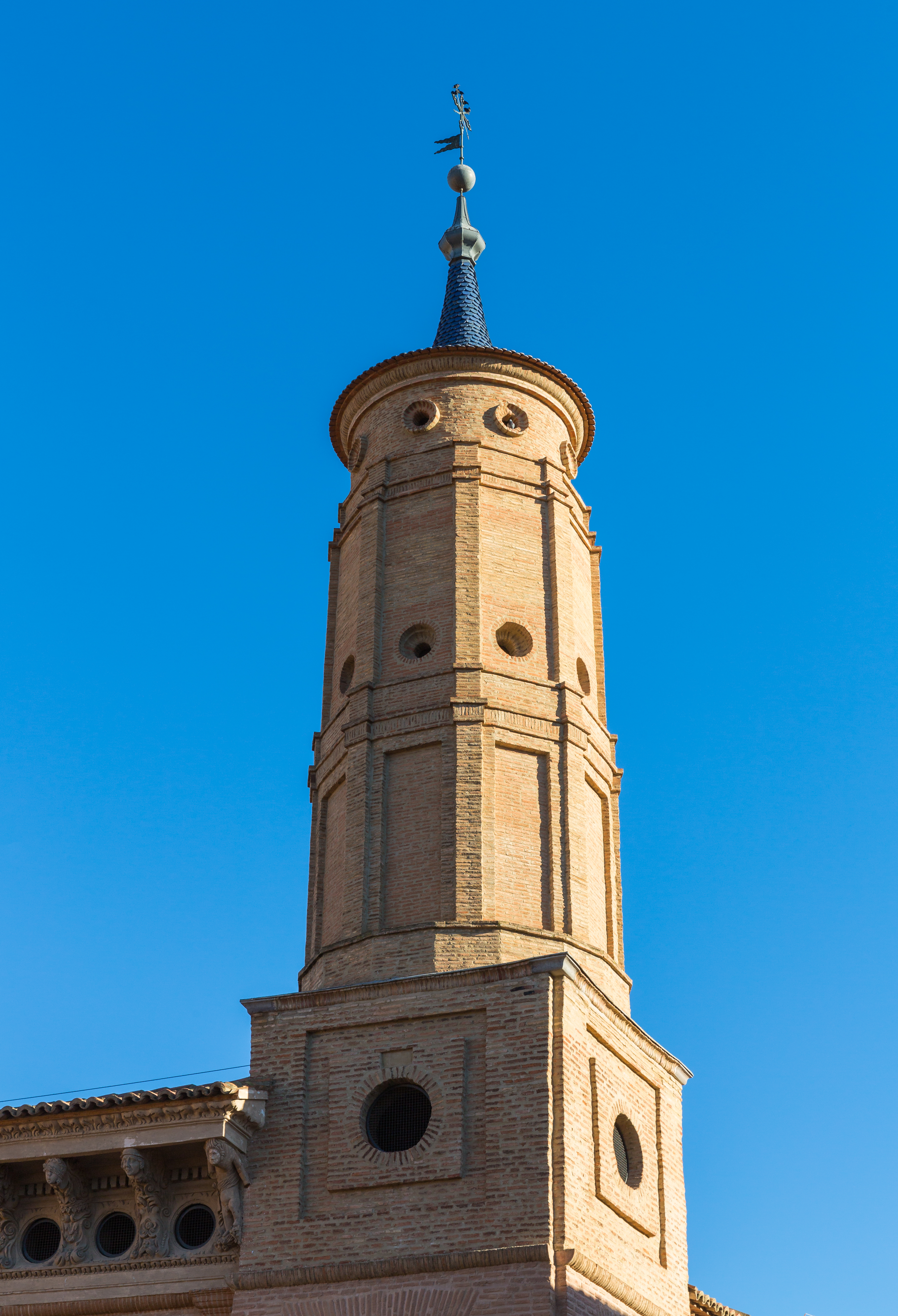
Torre del palacio del conde de Morata

Se trata de un palacio barroco de los Condes de Morata, fue construido entre 1672 y 1676, a semejanza de los palacios italianos por el arquitecto Juan de Marca, quien entre otras obras realizó el puente de Morata sobre el río Jalón o la plaza de Chodes, por encargo de don Francisco Sanz de Cortés, marqués de Villaverde y conde de Morata y Atarés. La mayor parte del edificio está levantado en ladrillo, aunque también presenta sillería de piedra arenisca en el zócalo, las portadas y los modillones decorados que sostienen el alero. En la fachada, sobre la puerta de acceso, se encuentra un tímpano encerrado en un frontón triangular muy decorado. De su interior, sobresale la bóveda ornamentada, sobre la escalera, y el salón, pintado con alegorías en torno al escudo de los Luna. Fue declarado Monumento Nacional en 1983.

Se observa en este palacio un cambio de planteamiento respecto a modelos renacentistas, pues en este caso el edificio se abre más al exterior, al urbanismo que lo rodea. De este modo, presenta dos fachadas claramente diferenciadas, la delantera abierta a una plaza pública y la trasera a un jardín privado.

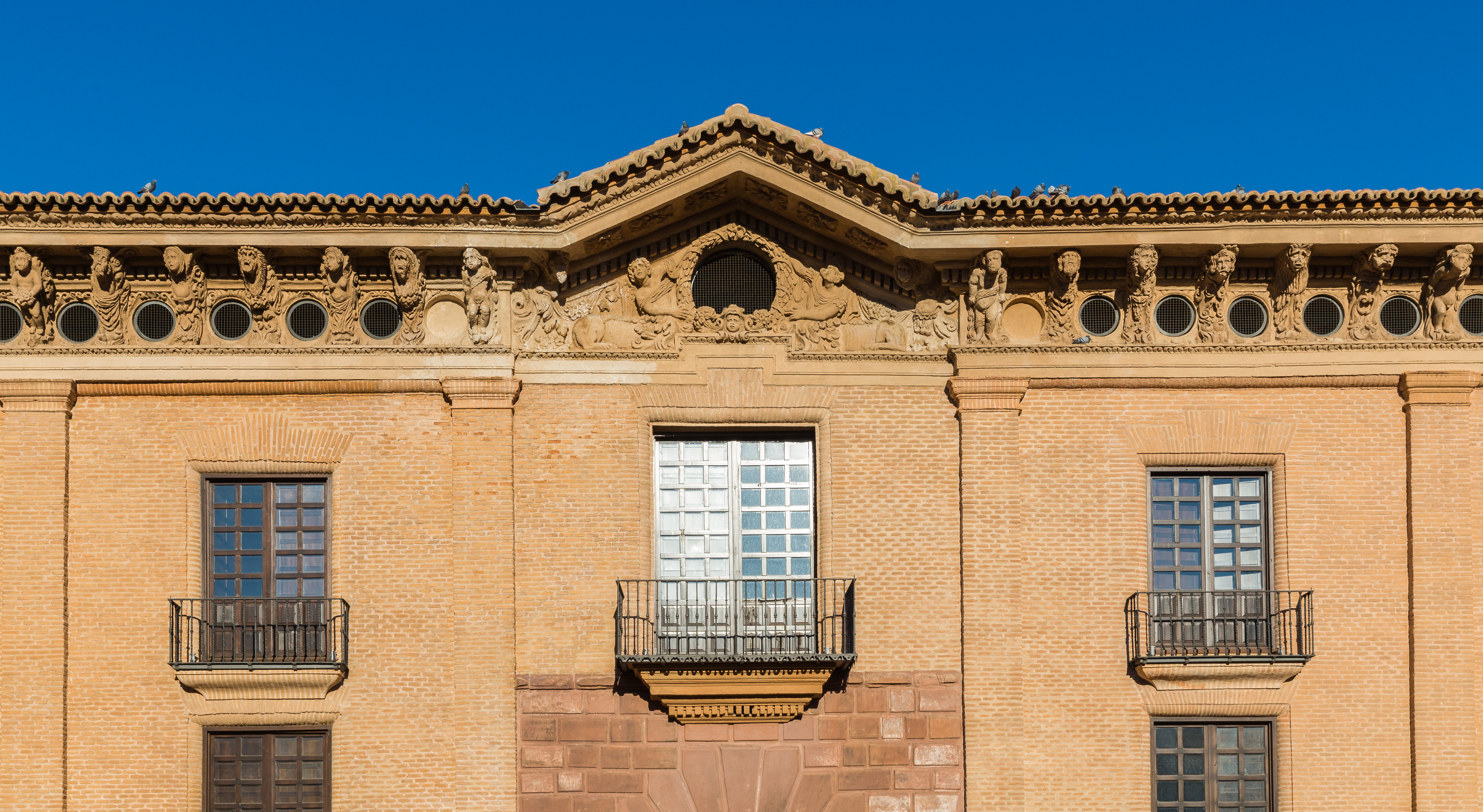
Detalle del palacio.

El edificio cuenta con una planta en H, con un gran volumen central prolongado por dos alas transversales en los extremos, de las cuales la izquierda corresponde a la iglesia parroquial (existente con anterioridad al palacio) y la derecha se abre a modo de lonja. Ambas construcciones se rematan con una torre en el ángulo que da a la plaza.
La fachada delantera, con función claramente representativa, está construida en ladrillo sobre un zócalo de piedra, presenta una portada abierta en arco de medio punto dovelado y dos pisos con balcones. El conjunto se corona con una galería de óculos separados por ménsulas figuradas que sujetan un potente alero, todo ello realizado en yeso y dotado de una gran unidad compositiva y plasticidad.
La fachada trasera, con vistas al jardín, es mucho más sencilla, con torreoncillos en los ángulos para alojar las escaleras de caracol.
En el interior, que ha sufrido diversas reformas con el paso del tiempo, destaca la gran escalera imperial que comunica los diferentes pisos. En el piso noble existen varios salones, entre los que llama la atención el llamado salón pintado con una profusa decoración de yeserías, bustos de emperadores romanos y pintura mural con motivos vegetales y heráldicos.

#### Puente de Capurnos

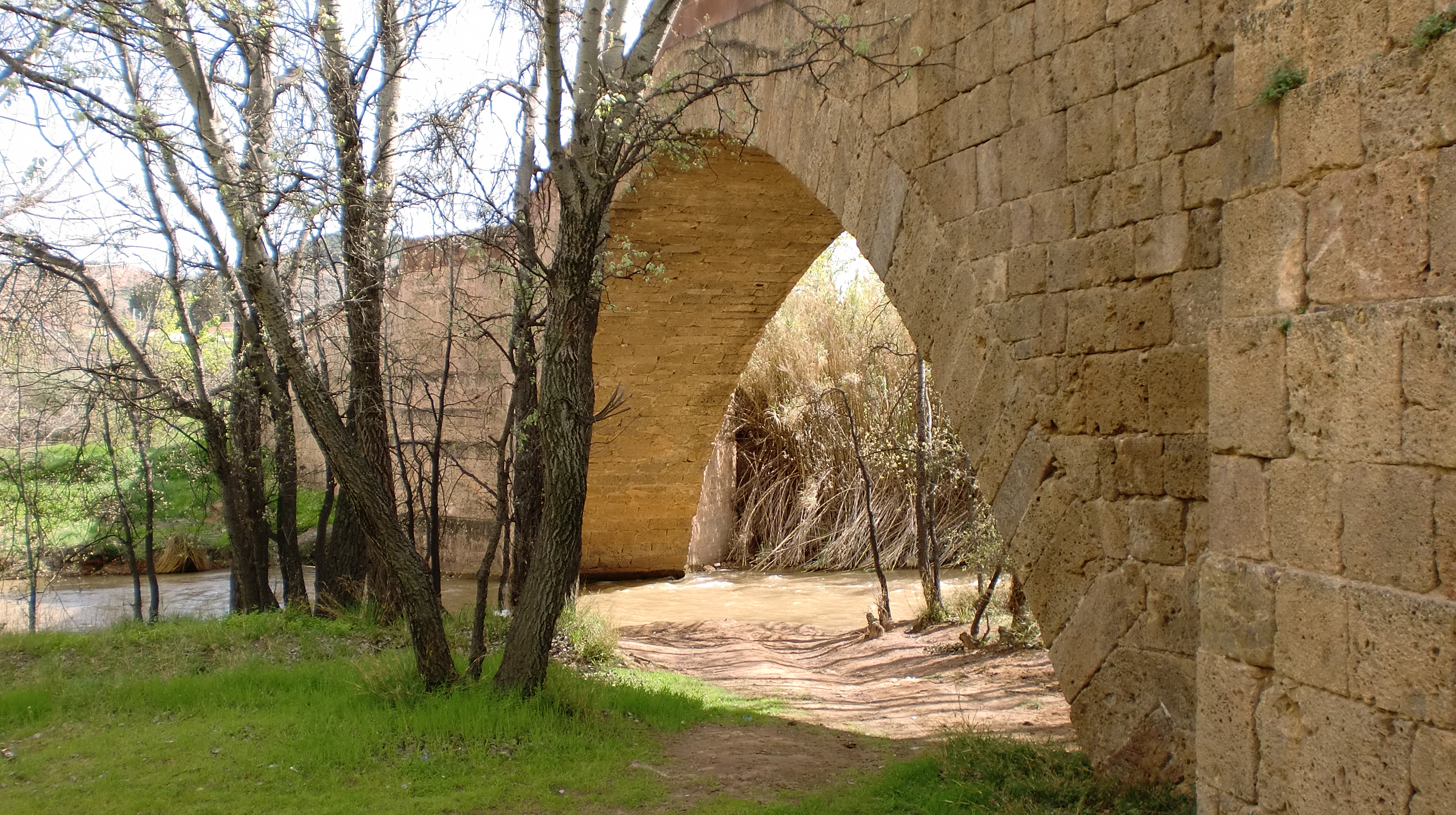
Puente de Capurnos

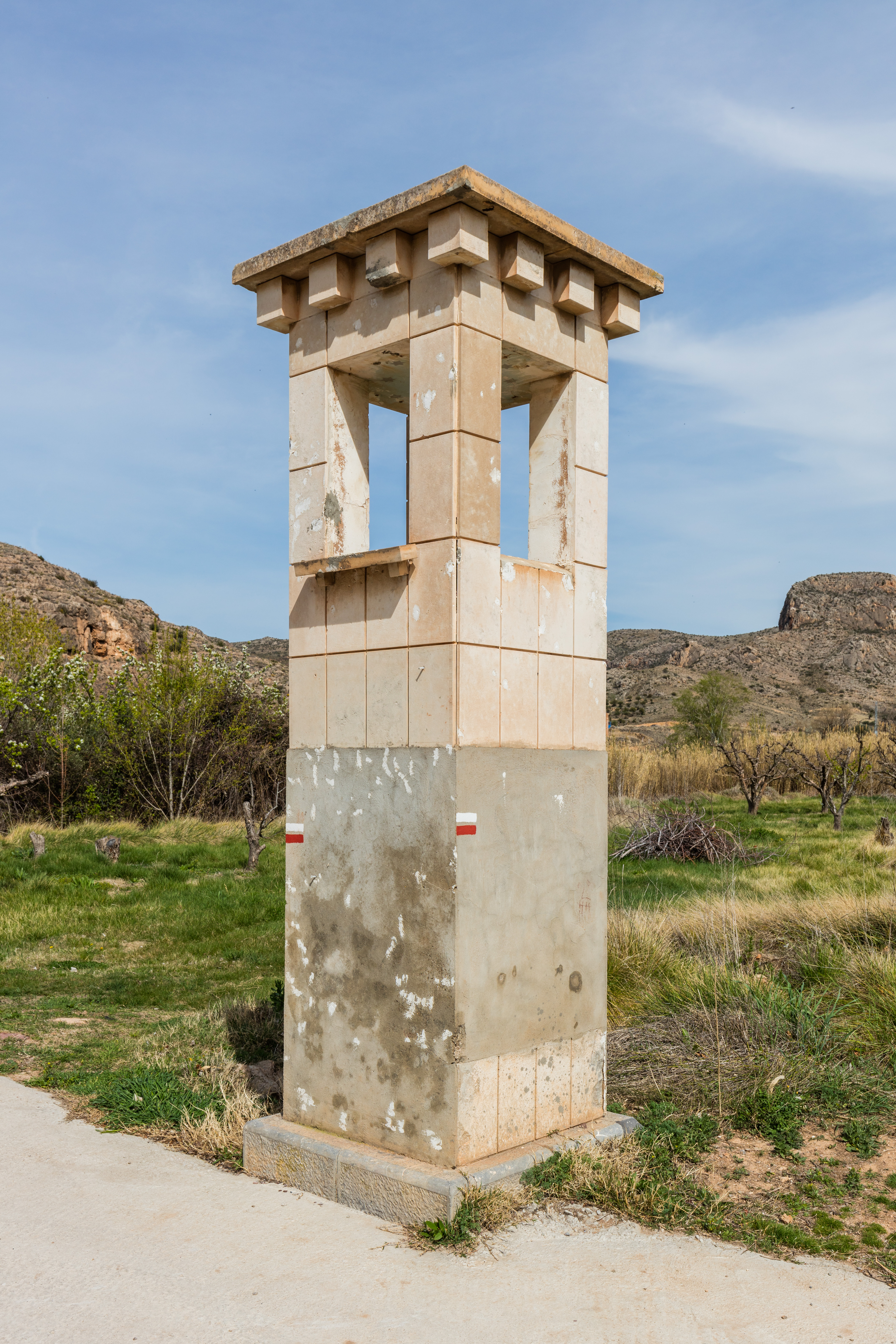
Peirón de San Antón, Bien de Interés Cultural.

El puente de Capurnos fue construido por el maestro de obras Juan de Marca para unir las poblaciones de Morata de Jalón y Chodes y fue mandado realizar por Francisco Sanz de Cortés, conde de Morata; las obras duraron entre 1675 y 1681. Francisco Sanz de Cortés fue un mercader e infanzón zaragozano que en 1665 compró el condado de Morata a Ana Polonia Martínez de Luna, junto con otras posesiones y títulos como el condado de Atarés y los señoríos de Gotor e Illueca y posteriormente, en 1670, fue nombrado marqués de Villaverde. En 1671 contrató a maestro de obras Juan de Marca para que le realizara un palacio en Morata de Jalón y pocos años después, el 20 de abril de 1675 y mientras continuaban las obras en el palacio, firmó las capitulaciones y concordias con el mismo maestro para la construcción de este puente. Según éstas el puente debía ser de piedra y con un ojo en arco de medio punto con la suficiente altura para resistir las avenidas del Jalón. Poco después el noble consultó con los también maestros de obras José Felipe de Busiñac y Borbón y Martín de Ortín sobre la piedra a utilizar para la construcción del puente, a la sazón suministrada por Antonio Latorre, cuñado de Juan de Marca. El puente fue construido en piedra sillar y de un solo arco y amplios estribos; su fábrica está muy cuidada, con sillares bien cortados y escuadrados pero de tamaño irregular. En planta se observa el mayor desarrollo del lado situado en la margen derecha del río Jalón lo que no se observa en la parte del puente situada en la margen izquierda del río. Es interesante la bicromía debido a que junto a la piedra en su color se utilizó en la construcción del pretil piedra rodena de color rojo. Cerca del estribo de la margen derecha se observa un peirón de construcción completamente moderna, aunque esto no quita para que se encuentre en mal estado, pero que seguramente recuerda a otra de construcción más antigua.

### Deporte
También cabe destacar que es un centro importante en Aragón de escalada, con un gran número de paredes, que suelen ser el mejor campo de entrenamiento de este deporte en la provincia. Se iniciaron a escalar tardíamente (en los años setenta) y se popularizaron en los ochenta, hasta ser hoy centro de referencia en la zona. 
También el municipio está dentro de una gran ruta de senderismo, el GR-90 Tierras del Moncayo y Sistema Ibérico Zaragozano.

### Programación cultural anual
Morata de Jalón mantiene una programación cultural estable durante todo el año, impulsada por el Ayuntamiento con la colaboración de entidades locales. Esta programación combina propuestas literarias, musicales, teatrales, patrimoniales, medioambientales y de ocio, con un enfoque participativo e intergeneracional. 
Entre las actividades más destacadas se encuentran:
- Morata en Verso (enero): evento poético celebrado desde 2005 en torno a la festividad de San Babil. Incluye presentaciones de libros, recitales colectivos y actividades para todos los públicos, con participación de poetas invitados de ámbito nacional. Se desarrolla principalmente en la Biblioteca Municipal y el Centro Cívico.
- Jornadas de Novela Histórica (septiembre): celebradas anualmente desde 2007, combinan literatura, divulgación histórica y patrimonio local. Las actividades se organizan en espacios emblemáticos como el Palacio de los Condes de Argillo y la Biblioteca, y cuentan con la participación de escritores de renombre como Santiago Posteguillo, Cristina Morató, José Luis Corral o Luis Zueco.
- Semana Santa: con la participación de siete cofradías, es una de las manifestaciones culturales más representativas del municipio. Destaca el Concurso de Coplas de Pasión, considerado único en Aragón, junto a las procesiones y actos litúrgicos tradicionales.
- Marchas senderistas: organizadas por el club de montaña Cenefos regularmente en verano, e intermitentemente durante el resto del año. Recorren caminos del término municipal y promueven el conocimiento del paisaje, el patrimonio natural y la convivencia vecinal.
- Cine al aire libre, teatro y conciertos: especialmente en los meses de verano, forman parte de una agenda cultural que busca aprovechar los espacios públicos del municipio.
- Talleres, cuentacuentos y actividades infantiles: desarrollados a lo largo del año en la Biblioteca, el Centro Cívico y otros espacios comunitarios, con especial refuerzo durante los periodos no lectivos.

Además, el calendario incluye exposiciones, presentaciones de libros, actividades medioambientales, jornadas temáticas y celebraciones tradicionales. Esta programación contribuye a dinamizar la vida social del municipio, fomentar la participación ciudadana y poner en valor el patrimonio cultural y natural de Morata de Jalón. 

### Fiestas
Las fiestas patronales de Morata de Jalón son San Roque el 16 de Agosto y Santa Bárbara el 4 de diciembre. En torno a esas fechas se celebran multitud de actos festivos y religiosos.
Además de las fiestas patronales, es tradición celebrar el 18 y 24  las fiestas en honor de san Antón y San Babil, donde  se sale al monte después de comer a recoger tomillo, que se ata en fajos que se queman por la noche con leña en la plaza del pueblo. En estas brasas, es costumbre asar chorizos. El Jueves Lardero se sale al monte a comer "el palmo" de longaniza. El 24 y 29 de junio, fiestas en honor de san Juan y San Pedro, es costumbre ir al campo a comer panete, una torta dulce en forma de pan